# Thothori Nyantsen
Lha Thothori Nyantsen (tibétain : ལྷ་ཐོ་ཐོ་རི་གཉན་བཙན་, Wylie : lHa-tho-tho-ri gNyan-btsan, THL : Lha Tho tho ri Nyentsen) est le 28e Roi du Tibet selon la tradition légendaire tibétaine. La syllabe Lha (présage, se rapportant aux dieux du ciel) est un titre honorifique et non pas une partie de son nom. Il appartient à la dynastie Yarlung liée à la vallée du Yarlung dans le sud du Tibet. Les spécialistes modernes pensent qu'il était un dirigeant historique car il est aussi mentionné dans une source chinoise. Ils situent son règne au Ve siècle, parce que le 33e roi Songtsen Gampo est mort en 650 ; les autres calculs estimant sa naissance à 173 ou 254 sont rejetés de nos jours. Il n'a pas régné sur l’ensemble du Tibet ; son pouvoir a été probablement limité à la région de la vallée de Yarlung.
Selon une légende tibétaine, des écrits bouddhistes, dont le Karandavyuha Sutra, parvinrent pour la première fois au Tibet de son temps d'une façon miraculeuse : les volumes tombèrent du ciel sur le toit du palais royal de Yumbulagang. À cet instant, une voix du ciel aurait déclaré : "Dans cinq générations, viendra celui qui pourra comprendre leur signification!" Il pourrait y avoir à l'origine une réalité historique, l'arrivée de missionnaires bouddhistes. En tout cas, ce premier contact des Tibétains avec le bouddhisme ne peut pas avoir été plus qu'un incident sans impact durable.